# پرتره مارکسا بریگیدا اسپینولا-دوریا
پرتره مارکسا بریگیدا اسپینولا-دوریا (به انگلیسی: Marchesa Brigida Spinola-Doria) یک نقاشی رنگ روغن روی بوم اثر هنرمند فلاندری، پیتر پل روبنس، است که قدمت آن به سال ۱۶۰۶ میلادی برمی‌گردد. این نقاشی اکنون در گالری ملی هنر در واشینگتن دی.سی.، بخشی از مجموعه ساموئل اچ. کرس، قرار دارد. این نقاشی به سفارش مارچه جاکومو ماسیمیلیانو دوریا از جنوا کشیده شده و همسر (و دختر عمویش) را اندکی پس از عروسی‌شان در سال ۱۶۰۵ نشان می‌دهد. این نقاشی چندین بار از هر طرف بریده شده و باغ نشان داده شده در پس‌زمینه و قسمت پایین شکل را حذف کرده است.